# Nicolas Tombazis
Nicolas Tombazis (ur. 22 kwietnia 1968 w Atenach) – główny projektant we włoskim zespole Formuły 1 Ferarri. Był zatrudniony w Ferrari jako szef do spraw aerodynamiki przed przejściem do McLarena w 2003 roku. 1 marca 2006 roku wrócił do Ferrari, na stanowisku głównego projektanta. Został zwolniony wraz z Patem Fry’em po sezonie 2014 ze względu na słabe wyniki zespołu. 15 stycznia 2016 roku został z kolei dyrektorem działu aerodynamiki w zespole Manor.

## Życiorys
- 1992-1993: Benetton Formula, aerodynamik
- 1993-1995: Benetton Formula, szef do spraw aerodynamiki
- 1997: Scuderia Ferrari, aerodynamik
- 1998-2003: Scuderia Ferrari, szef do spraw aerodynamiki
- 2004: McLaren, szef do spraw aerodynamiki
- 2005: McLaren, naczelny dyrektor projektu
- 2006–2014: Scuderia Ferrari, główny projektant

16 stycznia 2016 roku został zatrudniony w zespole Manor.